# Recticel
Recticel is een Belgische beursgenoteerde groep gespecialiseerd in isolatiematerialen en akoestische oplossingen.

## Geschiedenis
De lange geschiedenis van Recticel gaat terug tot 1778 toen Jan-Frans Cooppal een buskruitfabriek startte in Wetteren, aan de rand van de Schelde. De basisingrediënten waren kaliumnitraat, zwavel en houtskool gemengd met water. In 1838 liet Pieter-Frans Cooppal (zoon van Jan-Frans Cooppal) de fabriek na aan zijn dochter Mimi Cooppal en haar man Theodoor Teichman. Het bedrijf begon internationale bekendheid te krijgen. In 1898 opende Cooppal een nieuwe afdeling voor de productie van ether, een oplosmiddel dat werd gebruikt in de nieuwe generatie explosieven. 1919-1939: Tussen de oorlogen begon een nieuwe afdeling met de productie van synthetische en natuurlijke harsen die gebruikt werden als grondstof voor de verf- en vernisindustrie.
In 1952 kocht de Koninklijke Buskruitfabriek Cooppal de licentie van Bayer voor de productie en marketing van polyurethaanschuim (PU). De eerste stappen van de Groep op dit gebied bestonden uit de productie en verwerking van soepelschuim. Rond 1957 deden andere grondstoffenleveranciers hun intrede op de markt, waardoor productieleiders en chemici de productie beter konden controleren. Dit leidde tot de ontwikkeling van polyetherschuim, dat met toenemend succes werd gebruikt in de meubelindustrie. Vanaf het begin van de jaren zestig werden rollen PU-schuim steeds populairder vanwege het gebruik ervan in de textielindustrie.
In 1964 begon de productie van hard polyurethaanschuim voor thermische isolatie, eerst in blokken en rond 1965 op een lamineermachine. In 1966 werd de PU-afdeling van Cooppal omgedoopt tot Eurofoam, na een 50/50 joint venture met PRB (Poudrerie Réunies de Belgique). In 1967 fuseerde Cooppal met PRB. PRB begon andere belangen in de chemische industrie over te nemen. Recticel, een klein Nederlands bedrijf in de PU-business en onderdeel van de PRB-groep, gaf zijn naam aan alle PU-activiteiten van PRB in de jaren zeventig. In 1985 groepeerde de Generale Maatschappij van België, de meerderheidsaandeelhouder van PRB, al haar chemische activiteiten inclusief Recticel in het bedrijf PRB en herdoopte het Gechem. In 1992, na verschillende desinvesteringen en een grotere focus op de meer winstgevende PU-activiteiten, bleef Recticel de enige activiteit van de Gechem-groep. De naam Gechem verdween en werd vervangen door de naam Recticel.
In 1998 werd Recticel onafhankelijk van de Generale Maatschappij van België. Deze laatste werd vervangen door Compagnie du Bois Sauvage, als hoofdaandeelhouder, samen met het management en andere investeerders. In de jaren negentig breidde de Groep, na een geleidelijke diversificatie van zijn activiteiten in de beddingsector, zijn activiteiten in de automobielsector uit door de introductie van een nieuwe technologie op basis van PU. De Groep werd toen gestructureerd rond vier Business Lines: Flexible Foams, Bedding, Insulation en Automotive. In 2016 verwierf Recticel 50% van Turvac, producent van vacuümgeïsoleerde panelen. In 2019 stootte de Recticel Groep alle Proseat-activiteiten af. 
2020 is een jaar van grote veranderingen. Recticel beslist om haar 50% participatie in Eurofoam en de Automotive Interiors activiteiten af te stoten, zodat de Groep zich kan focussen op haar kernactiviteiten. Op 9 november 2020 sluit Recticel een overeenkomst met het Zwitserse Conzzeta AG voor de overname van 100% van FoamPartner. In maart 2021 werd de overname van FoamPartner afgerond, waarna FoamPartner werd samengevoegd met Recticel Flexible Foams tot de nieuwe business line Recticel Engineered Foams. Na een strategische evaluatie kondigde de Raad van Bestuur ook aan dat ze haar business line Bedding wilde afstoten. Later in 2021 ging Recticel een vijandige overname tegen door aan te kondigen dat het de Engineered Foams business line zou verkopen aan Carpenter Co. Dankzij deze strategische verschuiving kon Recticel zich nu volledig richten op haar ontwikkeling als pure play isolatiebedrijf.
In het eerste kwartaal van 2022 werd de Bedding activiteit verkocht aan de Aquinos Group en werd de overname aangekondigd van Trimo, een van Europa's toonaangevende leveranciers van duurzame premium geïsoleerde panelen voor de bouwindustrie. Deze cruciale stap zal Recticel’s isolatiebusiness en ESG-strategie versterken en haar reis naar een pure play-isolatiebedrijf versnellen. Op 13 juni 2023 rondde Recticel de verkoop af van zijn Engineered Foams business line aan Carpenter Co. Vanaf nu hanteert de Recticel Groep een House of Brands-strategie: Recticel Insulation, Gradient, Turvac, Trimo, Trimo MSS en Soundcoat.
Op 1 september 2023 werd Jan Vergote de nieuwe CEO van Recticel.
In 2024 is de overname en integratie van REX Panels & Profiles in Recticel Group voltooid.
Recticel is beursgenoteerd sinds de jaren vijftig en vormde in 1991 een van de stichtende leden van de BEL 20, waar het een paar jaar later weer uit verdween. Recticel is genoteerd op Euronext in Brussel (Euronext: RECT - Reuters: RECT.BR - Bloomberg: RECT:BB).

## Activiteiten
Recticel is een Belgische isolatiegroep met een sterke aanwezigheid in Europa en de VS. Het hoofddoel is om de strijd tegen klimaatverandering te versnellen met oplossingen die een koolstofvrije economie en een betere levenskwaliteit bevorderen.
Het portfolio van Recticel omvat Insulation Boards, Insulated Panels en Acoustic Solutions.
Recticel Insulation ontwerpt thermische platen in polyurethaan voor een optimaal comfort en energie-efficiëntie in gebouwen. Dit omvat de vacuüm isolatiepanelen (VIP) van Turvac en dakoplossingen van Gradient  in de UK.
Trimo maakt het mogelijk om de hoogste esthetische normen te halen en breidt de architecturale mogelijkheden uit met zijn isolatiepanelen van minerale wol en met zijn modulaire oplossingen, voornamelijk voor toepassing in niet-residentiële gebouwen. Met de recente overname van REX Panels & Profiles omvat het portfolio nu ook PIR-geïsoleerde panelen.
Soundcoat levert akoestische oplossingen die worden gebruikt in enkele van 's werelds meest toonaangevende technologische innovaties.
Eind 2024 stelde Recticel 1.275 mensen tewerk en realiseerde een omzet van EUR 610,2 miljoen. Het bedrijf is actief in zeven landen.
Het Science Based Targets-initiative (SBTi) keurde de kortetermijndoelen van Recticel goed voor de reductie van scope 1, 2 & 3-broeikasgasemissies tegen 2030 (ten opzichte van basisjaar 2021) en net-zero doelen voor 2050. CDP nam Recticel op in zijn 2024 A lijst voor Klimaatverandering.

## Eigenaarsstructuur
In 2021 verwierf Greiner AG het recht op een controleparticipatie middels een overeenkomst met de historische aandeelhouder Bois Sauvage. In een poging om haar autonomie te behouden, verkocht Recticel zijn Engineered Foams divisie en behield zijn Isolatie-divisie.
De huidige referentieaandeelhouder van Recticel is Baltisse, het investeringsvehikel van de Belgische familie Balcaen, dat in februari 2022 22,6% van de aandelen verwierf van Greiner AG.  Op 30 juni 2025 bezat Baltisse 28.94% van de Recticel aandelen.